# MOA-2007-BLG-192L
MOA-2007-BLG-192Lは、いて座の方角に地球から約2,200光年の位置にある低質量の赤色矮星である。質量は太陽の8%程度であると推定される。2008年、地球程度の質量を持つ惑星の発見が公表された。

## 惑星系
太陽系外惑星MOA-2007-BLG-192Lbの発見は、2008年6月2日に発表された。この惑星は、2007年5月24日に、ニュージーランドのマウントジョン天文台で行なわれていたMOAプロジェクトの観測中に、重力マイクロレンズ現象が検出され、発見された。この惑星は地球の3.3倍程度の質量で、それまで発見された太陽系外惑星の中で最も小さいものの1つである。
| 名称 （恒星に近い順） | 質量             | 軌道長半径 （天文単位） | 公転周期 (日) | 軌道離心率 | 軌道傾斜角 | 半径     |
| --------------------- | ---------------- | ----------------------- | ------------- | ---------- | ---------- | -------- |
| b                     | 3.3 +4.9 −1.8 M⊕ | 0.62 +0.22 −0.16        | 799.54        | —          | —          | 2.415 R⊕ |